# Штейн, Августин Августинович
Августин Августинович Штейн (1875 Киевская губерния — 12  ноября 1905 Севастополь) — штабс-капитан, начальник учебной команды 50-го пехотного Белостокского полка, погибший во время Севастопольского восстания.

## Биография
Потомственный дворянин Киевской губернии, римско-католического вероисповедания. Родился в 1875 году, сын участника обороны Севастополя. Образование получил в Киевском Владимирском корпусе, затем поступил в Александровское военное училище, где он и окончил курс по первому разряду. На службу поступил в 1894 году, первый офицерский чин получил в 1896 году. 
11 ноября 1905 года Штейн, состоявший в должности начальника учебной команды 50-го пехотного Белостокского полка, со своей ротой был назначен на случай тревоги. К 4-м часам вечера на площади между флотскими и казармами Брестского полка собралась огромная толпа людей из матросов, портовых рабочих и солдат.
Для предотвращения беспорядков командир Брестского полка полковник Н. А. Думбадзе по телефону обратился в Белостокский полк с просьбой выделить ему отряд. Командир немедленно выслал учебную команду под командованием Штейна. По прибытии Штейн оставил роту во дворе, а сам, по указанию полковника Думбадзе, отправился к контр-адмиралу С. П. Писаревскому, которого нашёл во дворе флотских казарм. В то время как Писаревский отдавал приказы Штейну, и по свидетельствам громко приказал стрелять в толпу при неповиновении, матрос патруля 28-го экипажа Петров подошёл к забору казарм и в отверстие начал стрелять из винтовки, ранив адмирала в спину двумя пулями. Штейн бросился на помощь адмиралу, но сам получил два ранения — в ногу и в область паха с повреждение мочевого пузыря.
Из казарм хотели дать знать о раненых в госпиталь по телефону, но кабель оказался перебитым, а нести раненных через площадь мимо озверелой толпы было опасно, и поэтому тяжело раненные, истекающие кровью адмирал Писаревский и капитан Штейн довольно долго оставались без помощи, пока лейтенант Сергеев не выпросил пропуск для раненых от главарей бунта. 11 ноября 1905 года капитан Штейн скончался.